# 林田孝和
林田 孝和（はやしだ たかかず、1941年 – 2023年）は、日本の中古文学研究者。学位は、文学博士（1993年11月　國學院大學　文乙108号）。國學院大學栃木短期大学国文学科教授。

## 経歴

### 略歴
1941年、熊本県下益城郡杉合村大字国町（現、熊本市南区富合町）に生まれる。1959年、熊本県立宇土高等学校卒業。1964年、國學院大學文学部文学科卒業。1969年、國學院大學大学院文学研究科日本文学専攻博士課程所定単位取得満期退学。

### 講師歴
1964年–1966年、東京電機大学高等学校非常勤講師。1966年–1970年、同高等学校専任講師扱い。1970年–1972年、國學院高等学校教諭。1970年–1987年、同高等学校専任講師。1971年–2014年、國學院大學文学部兼任講師。1976年–1978年、目白学園短期大学兼任講師。1978年–1981年、國學院大學栃木短期大学専任講師。1981年–1987年、國學院大學栃木短期大学助教授。1987年–1992年、武蔵野女子大学非常勤講師。1987年–2009年、國學院大學栃木短期大学教授。1996年–2011年、二松學舎大学非常勤講師。1999年–2002年、大東文化大学非常勤講師。2002年–2006年、二松學舎大学大学院非常勤講師。2003年–2013年、國學院大學栃木短期大学国文学科長。2009年–2011年、二松學舍大学大学院非常勤講師。2009年–、國學院大學栃木短期大学特任教授。2012年–2014年、國學院大學大學院非常勤講師。2014年–國學院大學オープンカレッジ講師。2017年–、國學院大學栃木短期大学副学長。

### 学会委員等歴
1987年–2014年、國學院大學國語國文學會（現在、國學院大學國文學會）常任委員。1987年–2011年、中古文学会委員。1987年–2001年、中古文学会常任委員。1999年–2003年、茨城県西生生涯学習センター（財団法人茨城県教育財団）運営協議会委員。2000年–、紫式部学会評議員。2003年–2005年、全国国語国文学会監事。2003年–2014年、國學院大學栃木短期大学国文学会会長。2003年–、学校法人國學院大學栃木学園評議員。2004年–2006年、日本歌謡学会評議員。2004年–2019年、第三者評価連絡調整責任者（ALO）。2005年–2011年、全国大学国語国文学会理事（2007年から委員と改称）。2007年–2009年、中古文学会常任委員・編集委員。2009年–2011年、中古文学会常任委員。2010年–2014年、國學院大學國文學會代表。

## 業績
先師高崎正秀の学統を継承した。『源氏物語』を中心とした王朝文学に対し、民俗学的な方法を用いて研究した。文献を用いて論証することを徹底し、王朝文学の民俗学的な研究を確立するために尽力した。

## 受賞歴
- 1985年11月 - 高崎正秀博士記念賞（國學院大學）[1]

## 著作
- 1980年 - 『源氏物語の発想』 桜楓社
- 1983年 - 『王朝びとの精神史』 桜楓社
- 1986年 - 『異郷論－王朝びとの心象』 桜楓社
- 1993年 - 『源氏物語の精神史研究』 桜楓社
- 2002年 - ［共編著］『源氏物語事典』 大和書房
- 2011年 - 『源氏物語の創意』 おうふう
- 2013年 - ［共編著］『源氏物語巻別古注釈集成　第34帖若菜上』 おうふう
- 2021年 - 『林田孝和著作集』 武蔵野書院[3]